# Jorge Wilstermann
Jorge Wilstermann (ur. 23 kwietnia 1910 w Punata w departamencie Cochabamba, zm. 17 stycznia 1936 w Sipe Sipe w departamencie Cochabamba) – boliwijski pionier lotnictwa, pierwszy w Boliwii pilot zawodowy.

## Życie i działalność
Pochodził z mieszanego małżeństwa: syn Edgara Wilstermanna i Delfiny Camacho.  Jego ojciec pracował jako mechanik lotniczy w nieistniejącej już firmie lotniczej Lloyd Aéreo Boliviano.  Edgar od dziecka interesował się lotnictwem.  Jako pierwszy obywatel Boliwii uzyskał zawodową licencję lotniczą.  Stał się tym samym pierwszym boliwijskim pilotem cywilnym. Ze względu na duże odległości i słabą komunikację lądową wewnątrz Boliwii latał głównie na trasach wewnątrzkrajowych. Był pracownikiem Lloyd Aéreo Boliviano.
Zginął w wieku 25 lat w wypadku lotniczym w okolicach miejscowości Sipe Sipe w Departamencie Cochabamba lecąc samolotem Junkers na trasie Cochabamba – Oruro.

## Dziedzictwo
Po śmierci Wilstermana, na wniosek jego przyjaciela Wáltera Lemma, ówczesnego prezesa firmy Lloyd Aéro Boliviano lotnisku w Cochabambie nadano imię zmarłego tragicznie pilota.  Nazwa ta, Aeropuerto Internacional Jorge Wilstermann stała się wkrótce oficjalna i zachowana jest do chwili obecnej.
Założony przez pracowników firmy Lloyd Aéreo Boliviano i wspierany przez nią finansowo klub piłkarski otrzymał wówczas imię Wilstermana.  Obecnie Club Jorge Wilstermann jest największym klubem piłkarskim w Cochabambie i jednym z ważniejszych w Boliwii.